# 自画像 (デューラー、1493年)
『自画像』（じかぞう、仏: Autoportrait、英: Self-Portrait）、または『アザミを持っている芸術家の肖像』（アザミをもっているげいじゅつかのしょうぞう、仏: Autoportrait au chardon、英: Portrait of the Artist Holding a Thisle）は、ドイツのルネサンス期の巨匠、アルブレヒト・デューラーが制作した絵画である。羊皮紙に油彩で描かれており、カンヴァスに移転されている。画家は生涯にわたり素描、油彩の自画像を複数残しているが、1493年に描かれた本作はデューラーが描いた自画像の中で最初期の作品の1つであり、北ヨーロッパの芸術家による最初の自画像のうちの1点であると見なされている。なお、デューラーは、本作の後にも油彩で26歳の時の『自画像』(プラド美術館、マドリード) と28歳の時の『自画像』 (アルテ・ピナコテーク、ミュンヘン) を描いている。本作は、1922年にパリのルーヴル美術館に購入された。

## 概要
1493年、デューラーは22歳であり、ストラスブールで仕事をしていた。すでにミヒャエル・ヴォルゲムートの下で徒弟修業を終え、各地を渡り歩く遍歴の旅も終えており、1494年7月7日にアグネス・フライと結婚している。
制作年ならびに画家の手中にある植物は、本作が婚約者の肖像画 (ドイツ語で、Brautporträt) であることを示唆しているようである。実際、デューラーは、植物学者によって「エリギウム・アメティスティウム (eryngium amethystinum)」であると特定された、開花している茎を提示している自分自身を描いたが、「エリギウム・アメティスティヌム」のドイツ語名は「Mannestreue」であり、「夫婦間の忠実」を意味し、「愛」の象徴とされていた。このセリ科の植物はアザミ (肖像画の名称の由来) に似ており、薬として使用され、媚薬とも見なされている。15世紀には、アザミは結婚における「夫の忠誠」の象徴であった。植物はまた、宗教的な意味を持っているのかもしれない。デューラーの絵画、『悲しみの人としてのキリスト』 (1493–94年、カールスルーエ美術館) の背景の金地には、同じ植物が輪郭の形で刻まれている。
デューラーは、哲学的な疑念を持つほうに気質的に傾いていた。そして、しばしば自分の顔を素描したり絵具で描いたりして、分析した。自分自身を理想化することもあれば、しないこともあるが、画面上部に記されている制作年の横に書かれた二行は、作品の哲学的およびキリスト教的意図を明らかにしている。
 Myj sach die gat
Als es obenschtat
訳：私に関する出来事は神の手の中にある。

本作は、おそらく鏡を見つめながら描かれたもので、左手は後に他の画家によって描き足されている。デューラーは、複雑な心理を見せつつ憂鬱で内向的、真剣な表情で鑑賞者を見ている。
1805年に、ゲーテはライプツィヒの美術館でこの肖像画の複製を見て、「計り知れない価値」があると評価した。『アザミを持っている芸術家の肖像』を「すべてのデューラーの作品中、最もフランス的」と呼んでいるローレンス・ゴーイングによれば、「他のどの絵画よりも筆致が奔放で、色彩は虹色に近い」作とされ、デューラーの絵画の中では独自性を持っている。

## デューラーの自画像

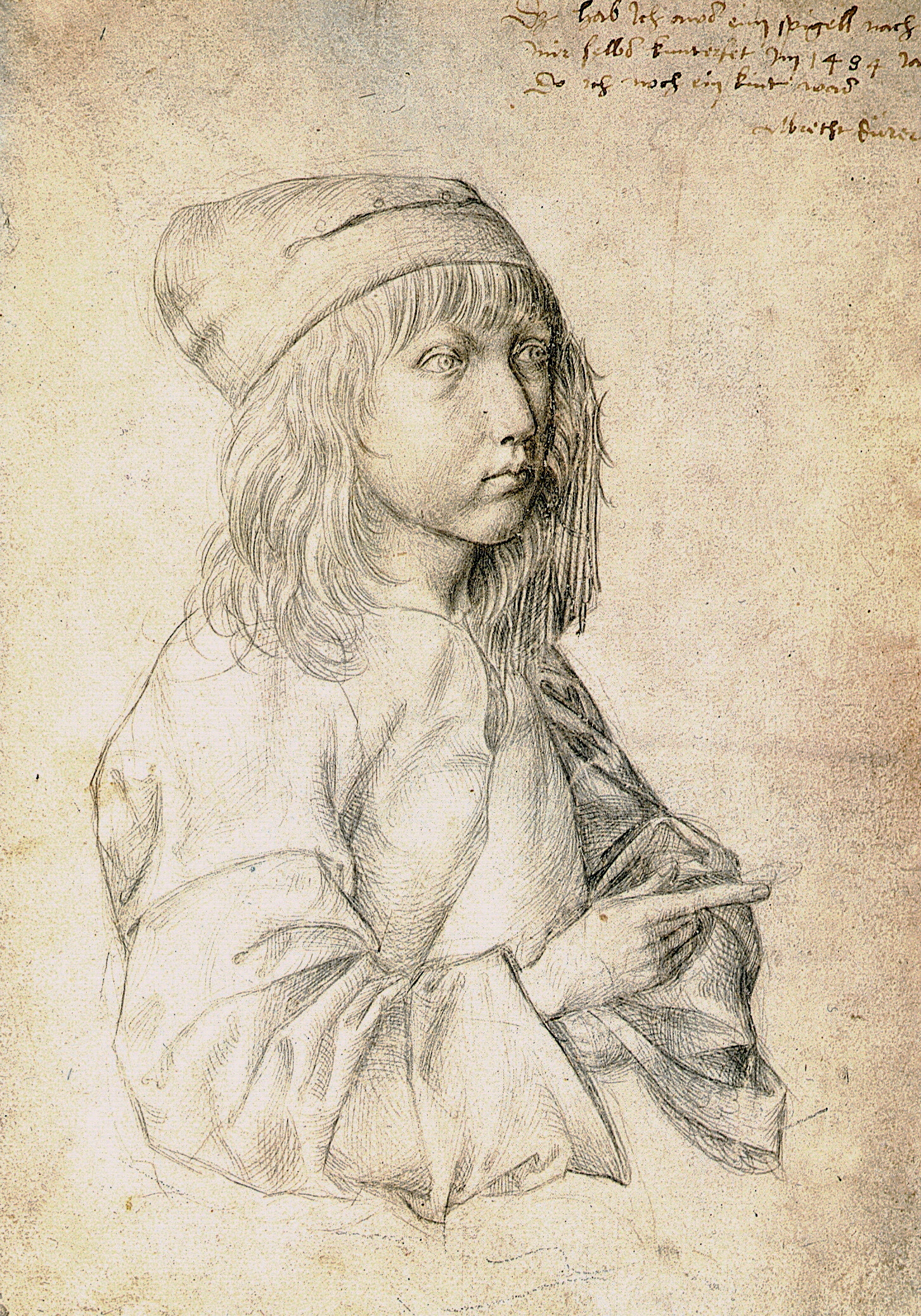
『13歳の時の自画像』銀筆 で、鏡を使って制作された素描 (1484年) アルベルティーナ (ウィーン)
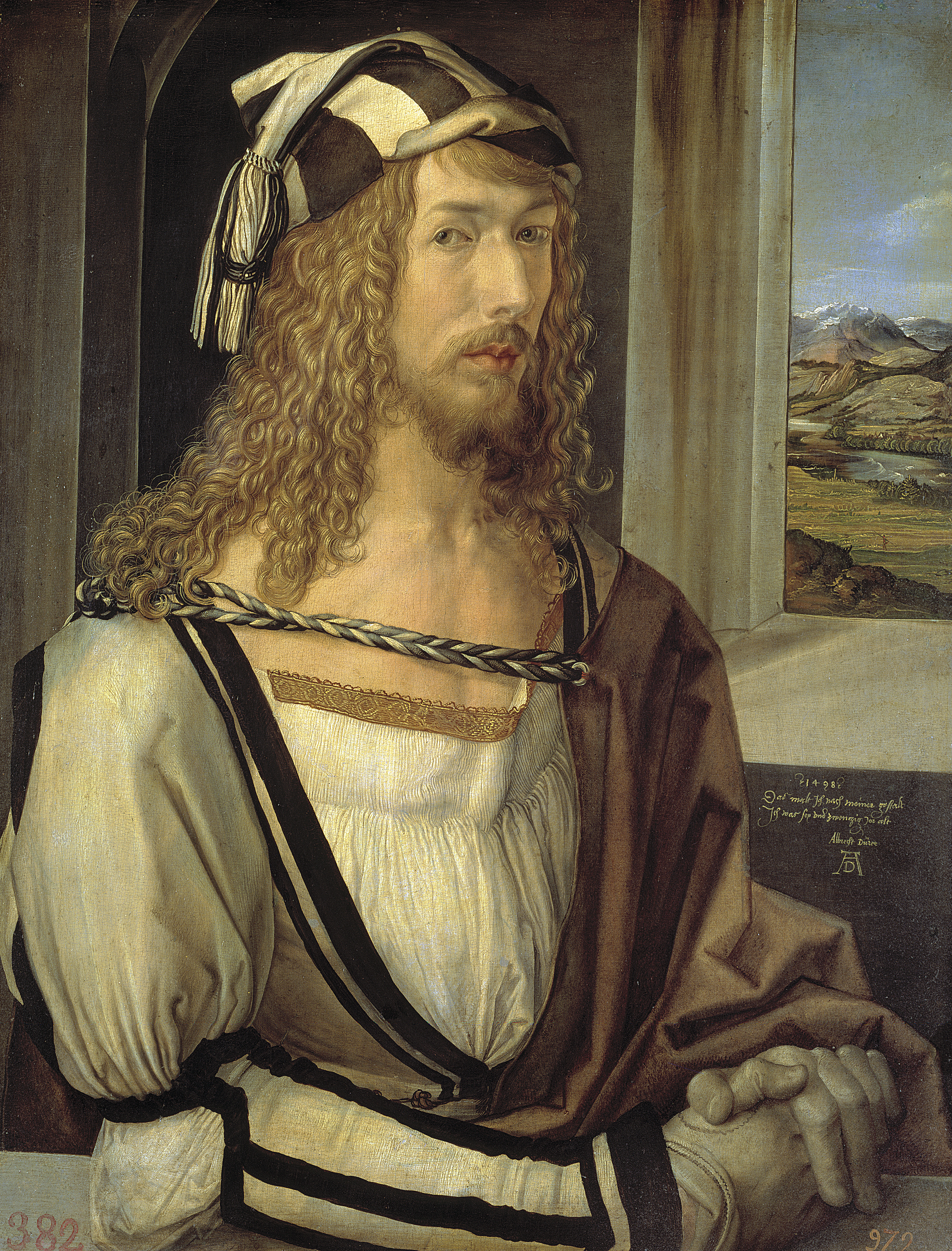
『自画像』(1498年) プラド美術館　(マドリード)
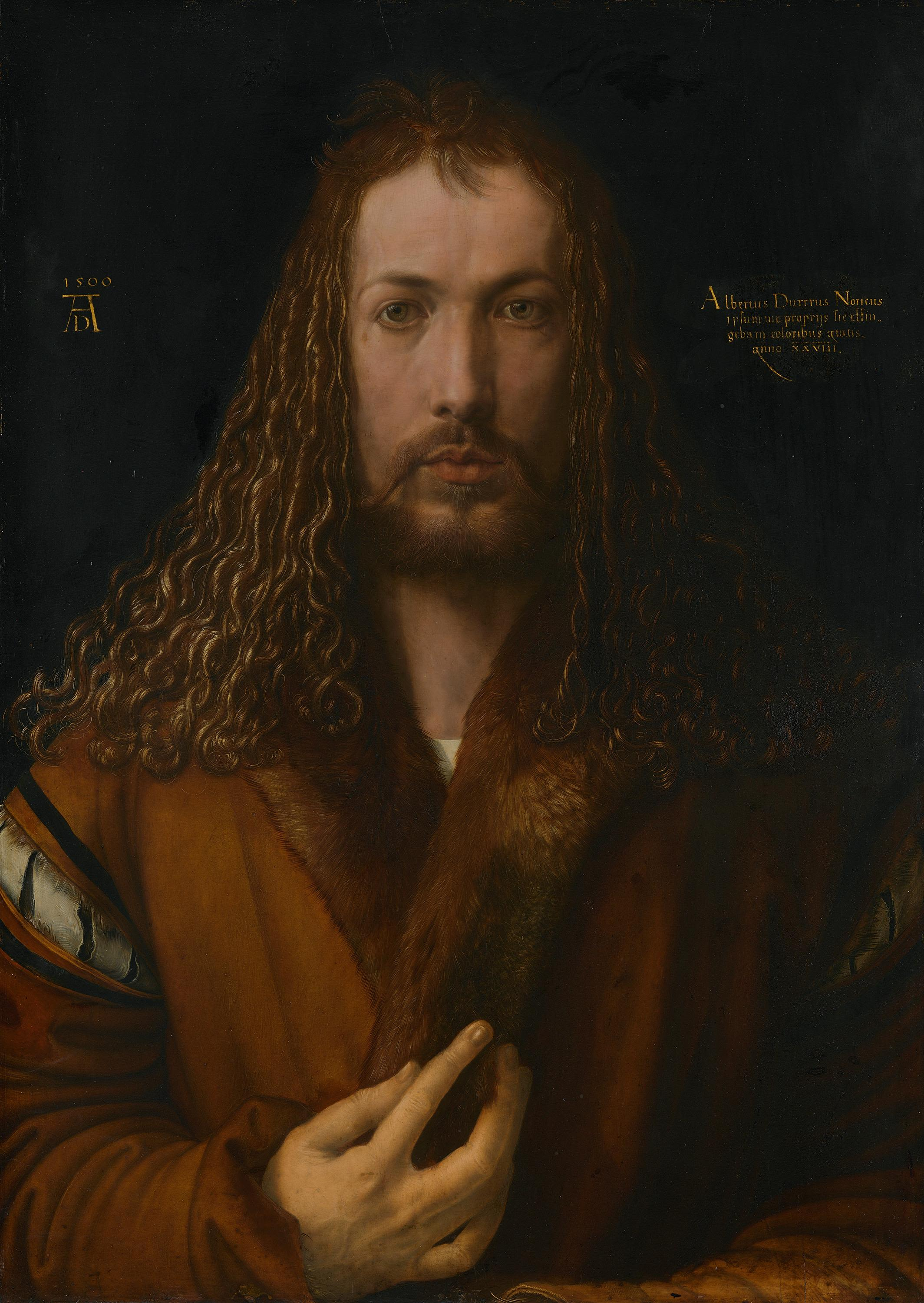
『自画像』 (1500年) アルテ・ピナコテーク (ミュンヘン)